# جون برو
جون برو (اسپانیایی: Jon Bru‎؛ زادهٔ ۱۸ اکتبر ۱۹۷۷) دوچرخه‌سوار اهل اسپانیا است.